# Savannstrandpipare
Savannstrandpipare (Thinornis forbesi) är en afrikansk fågel i familjen pipare inom ordningen vadarfåglar.

## Utseende och läten
Savannstrandpiparen är en 20 centimeter lång fågel med långa vinga och stjärt. Könen liknar varandra. I häckningsdräkt har den mörkbrun ovansida och vit undersida bortsett från två svarta bröstband. Huvudet är kontrastrikt tecknat med svart hjässa, brun panna, vitt ögonbrynsstreck som sträcker sig ända bak i nacken och grått ansikte.
Utanför häckningstiden kan bröstbanden vara mörkbruna och ögonbrynsstrecket ha inslag av beige. Ungfågeln liknar adult fågel i vinterdräkt, men är mattare i färgerna. Savannstrandpiparen är lik trebandad strandpipare, men denna är mindre samt har vit panna och ett vitt vingband. Lätet är ett pipande piii-oo.

## Utbredning och systematik
Savannstrandpiparen är stannfågel i västra och centrala Afrika, från Guinea till sydvästra Sydsudan och söderut genom Demokratiska republiken Kongo och västra Uganda lokalt till centrala Angola och norra Zambia. Den ses även sällsynt västerut till Senegal och Gambia. Fågeln behandlas som monotypisk, det vill säga att den inte delas in i några underarter.

### Släktskap
Trebandad strandpipare placeras traditionellt i Charadrius men genetiska studier visar att detta är kraftigt parafyletiskt, där arterna i släktet inte står varandra närmast. Istället är en stor grupp strandpipare, däribland svartbent strandpipare, närmare släkt med vipor i Vanellus och andra udda arter som snednäbb i Nya Zeeland (Anarhynchus frontalis) än med typarten för släktet större strandpipare. BirdLife Sveriges taxonomikommitté flyttade därför 2024 denna grupp till snednäbbens släkte Anarhynchus. 
Även i begränsad mening är dock Charadrius genetiskt uppdelat i två relativt gamla klader, åtskilda sedan mellan mitten av Miocen och mitten av Oligocen, som dessutom representerar två separata zoogeografiska radiationer. Den ena kladen består av de tre nordamerikanska arterna skrikstrandpipare, flöjtstrandpipare och flikstrandpipare, men även större strandpipare som är typart för släktet Charadrius. Den andra, större kladen förekommer enbart i Gamla världen: de båda afrikanska arterna savannstrandpipare och trebandad strandpipare samt flodstrandpipare och förmodade systerarten mindre strandpipare samt tre udda pipare i Australien och Nya Zeeland vilka tidigare urskildes i egna släkten: svarthuvad strandpipare, svartpannad strandpipare och chathampipare. I AviList urskiljs den senare kladen i ett eget släkte, där Thinornis har prioritet. I samband med lanseringen av AviList i juni 2025 anslöt BirdLife Sverige till listans taxonomi.

## Levnadssätt
Savannstrandpiparen är inte särskilt bunden till vatten. Den häckar i höglänta klippiga miljöer. Boet är en uppskrapad grop kantade med småstenar. Efter häckningen rör den sig till öppna gräsrika områden, även flygplatser och golfbanor. Den påträffas dock ibland vid reservoarer och vattensamlingar.
Fågeln ses oftast ensam, men kan forma små flockar. Den lever av skalbaggar, gräshoppor och andra insekter och deras larver, men även små mollusker, kräftdjur och maskar.

## Status och hot
Artens population har inte uppskattats och dess populationstrend är okänd, men utbredningsområdet är relativt stort. Internationella naturvårdsunionen IUCN anser inte att den är hotad och placerar den därför i kategorin livskraftig. Världspopulationen har inte uppskattats, men det har föreslagits att beståndet består av minst 100.000 individer.

## Namn
Fågelns vetenskapliga artnamn hedrar William Alexander Forbes (1855-1883), brittisk zoolog och samlare av specimen i bland annat tropiska Afrika. Den har även kallats Forbes strandpipare på svenska.